# 高階述語論理
高階述語論理（こうかいじゅつごろんり、英: Higher-order logic）は、一階述語論理と様々な意味で対比される用語である。
例えば、その違いは量化される変項の種類にも現われている。一階述語論理では、大まかに言えば述語に対する量化ができない。述語を量化できる論理体系については二階述語論理に詳しい。
その他の違いとして、基盤となる型理論で許されている型構築の違いがある。高階述語（higher-order predicate）とは、引数として1つ以上の別の述語をとることができる述語である。一般に n 階の高階述語の引数は1つ以上の (n − 1) 階の述語である（ここで n > 1）。同じことは高階関数（higher-order function）にも言える。
高階述語論理は表現能力が高いが、その特性、特にモデル理論に関わる部分では、多くの応用について性格が良いとは言えない。クルト・ゲーデルの業績により、古典的高階述語論理の任意の標準モデルで真となる命題のみ、そしてそれらの全てを証明できるような（帰納的に公理化された）健全で完全な証明計算は存在しない。一方、モデルの範囲を（非標準的モデルを含む）ヘンキンモデルに拡大すれば、任意のモデルで真となる命題のみ、そしてそれらの全てを証明できるような、健全で完全な証明計算は存在する。
高階述語論理の例として、アロンゾ・チャーチの Simple Theory of Types や Calculus of Constructions (CoC) がある。